# Josep Agell i Agell
Josep Agell i Agell (el Masnou, Maresme, 30 de setembre de 1882 – Barcelona, 15 de maig de 1973) fou un químic-físic i farmacèutic català. Feu treballs de química industrial i fou un dels principals responsables del seu desenvolupament a Espanya. Presidí nombroses corporacions i entitats científiques i industrials.

## Biografia
Nascut al Masnou en el si d'una família de químics i professors, el seu pare era Eudald Agell i Comià, director de l'Escola de Nàutica del Masnou.
Llicenciat en Ciències Físiques i Químiques per les Universitats de Barcelona i Madrid, feu estudis de postgrau a La Sorbona i a l'Institut Pasteur. El 1902 fundà la revista El Mundo Farmacéutico i el 1907, Farmàcia Catalana. El 1910 publicà el seu Tratado de análisis químico.
Director i fundador de la primera planta per la producció d'àcids sulfúric, hidroclòric i nítric a Espanya, fou membre del Consell Superior d'Investigacions Científiques. Creà, igualment, l'Escola de Directors d'Indústries Químiques i l'Institut de Química Aplicada, que contribuïren al desenvolupament d'aquest sector en la indústria espanyola.
S'havia ocupat, en els primers anys de la seva carrera, dels problemes de sanitat, dirigint el Laboratori Provincial d'aquesta branca i implantant, oportunament, les anàlisis químiques i bacteriològiques de les aigües. En aquell temps propugnava l'esterilització de l'aigua amb ozó en contra del tractament amb clor, vigent encara molts anys després d'aquesta proposta.
Era membre de nombroses associacions nacionals i internacionals. Fou president de l'Acadèmia d'Higiene de Barcelona, vicepresident de l'Acadèmia i Laboratori de Ciències Mèdiques de Catalunya i impulsor i president de l'Acadèmia de Farmàcia de Catalunya. Fou professor de químic de Medecina Legal de l'Audiència a Barcelona. Fou també president de la Fira Tècnica de la Química Aplicada (EXPOQUIMIA) i, també, professor de l'Institut Químic de Sarrià i de l'Escola d'Enginyers. Fou president de la Societat de Química Industrial, secció espanyola de la Société de Chimie Industrielle. Dirigí la factoria catalana SAFA, de Blanes. El 1960 se li concedí la medalla d'or al Mèrit en el Treball.
L'any 1961 el Masnou li va dedicar un carrer (carrer del Doctor Josep Agell), abans anomenat "Baixada del Circ".

## Obres
Va escriure diversos llibres, entre d'altres:
- Tratado de análisis químico (1910)
- Lecciones de química general: esplicadas por el catedrático de la asignatura (1912)
- Química general, El presente y el porvenir de la fibras artificiales
- Estudio de las aguas potables
- Estudio de los colorantes en la alimentación